# Salvador Bonavia i Flores
Salvador Bonavia i Flores   (Barcelona, 1876 - Barcelona, 1925) fou un comediògraf i editor català.
Autor de teatre popular (sainets, quadres de costums, paròdies, etc.) Escriví una vintena de comèdies en col·laboració amb Lluís Millà. Com a editor, el 1918 fundà el setmanari La Escena Catalana i la “Biblioteca Bonavia”, la qual fou continuada pel seu fill Salvador Bonavia i Panyella. Edità el popular “Bloc Manelic”.

## Obres destacades
- A les fosques (1894)
- Calderilla literària (1897)
- L'emperador del Paralelo (1903) (signada amb el pseudònim A. Nònim)
- El detectiu Jeph-Roch Homs (1909)
- El bon lladre (1910)